# زغبة الغابات الإفريقية
زغبة الغابات الأفريقية (الاسم العلمي: Graphiurus murinus) (بالإنجليزية: Forest African Dormouse)‏ هو نوع من الثدييات يتبع جنس الزغبة الأفريقية من فصيلة الزغبات.